# Edificio Legislativo de Manitoba
El Edificio Legislativo de Manitoba (en francés: Palais législatif du Manitoba), originalmente llamado Edificio del Parlamento de Manitoba, es el lugar de reunión de la Asamblea Legislativa de Manitoba, ubicado en el centro de Winnipeg (Canadá), además de ser el duodécimo sitio patrimonial provincial de Manitoba. Junto con la Asamblea Legislativa, el edificio también alberga las oficinas del primer ministro de Manitoba, el vicegobernador y los ministros y viceministros de los departamentos gubernamentales provinciales.
El edificio neoclásico de estilo Beaux-Arts se completó en 1920 junto con su famoso Golden Boy, una estatua de bronce cubierta de oro basada en el estilo del dios romano Mercurio (griego: Hermes) que se encuentra en la parte superior de la cúpula del edificio. De pie y situado a 77 m, fue diseñado y construido por un grupo albañiles y muchos artesanos expertos liderados por Frank Worthington Simon y Henry Boddington III. Tras la abolición del Consejo Legislativo en 1876, el tercer edificio tiene una cámara única.

## Historia

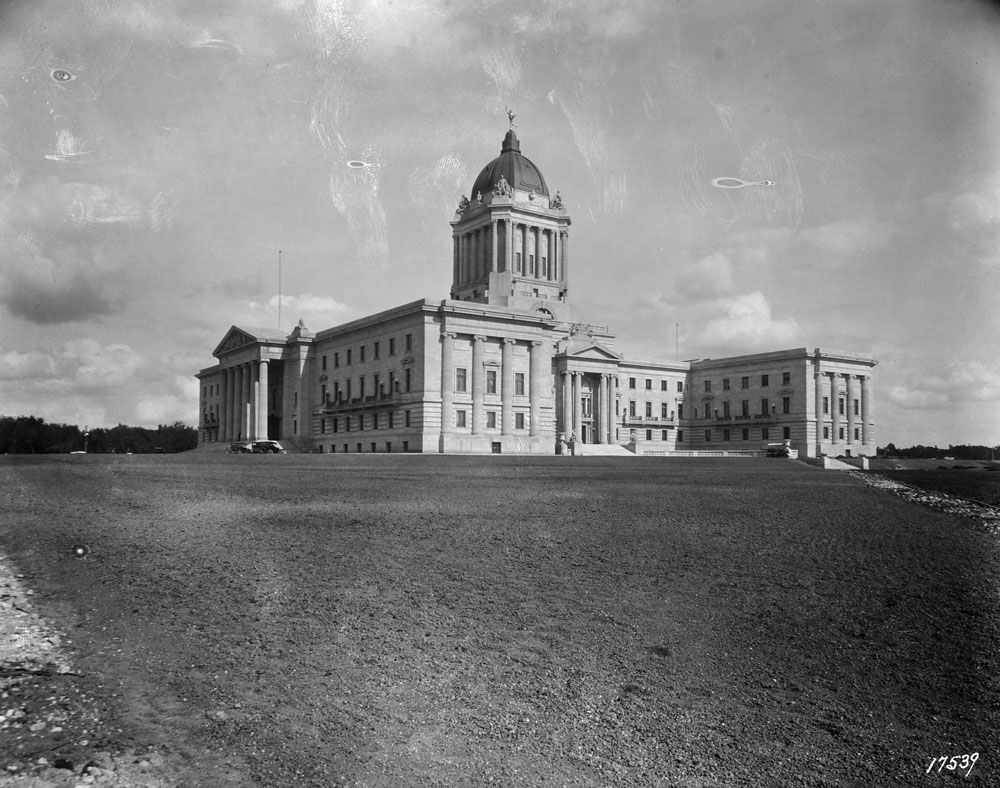
Edificio legislativo de Manitoba, 1993

El edificio actual es la tercera instalación utilizada por la asamblea legislativa de Manitoba. La primera fue una estructura de troncos ubicada en la residencia de AGB Bannatyne en Main Street y McDermot Avenue hasta su destrucción por un incendio en 1873. Las instalaciones temporales se utilizaron hasta 1884, cuando se inauguró el segundo edificio al norte de la Casa de Gobierno, en el mismo terreno que el actual edificio Legislativo. Con la apertura del tercer Edificio Legislativo, el segundo edificio dejó de ser necesario. Por lo tanto, se utilizó como espacio de aula para la cercana Universidad de Manitoba hasta 1920, cuando fue demolido. En el sitio de este edificio también había una estatua de Victoria del Reino Unido que se encargó después de su muerte en 1904 por 15 000 dólares canadienses. (Esta estatua se trasladaría al frente de los terrenos del edificio actual).
Para 1909, Manitoba buscaba un edificio más grande e impresionante para su legislatura, considerando la economía y la población en auge de la provincia, que se había multiplicado por siete desde 1881. En su informe anual de 1911, el Departamento de Obras Públicas dijo que "el estado congestionado de todos los departamentos en los edificios legislativos hace necesaria la construcción de edificios más cómodos en la fecha más temprana posible".
En 1911, el gobierno de Manitoba anunció un concurso de arquitectura para todos los arquitectos que eran súbditos del Imperio Británico. Se ofreció un gran premio de 10 000 dólares canadienses (C$) y una comisión de 100 000 C$ por el mejor diseño del nuevo Edificio Legislativo de Manitoba. El costo del nuevo edificio sería de 2 000 000 C$. De las 67 presentaciones, Frank Worthington Simon, un exalumno de la École des Beaux-Arts, eligió su diseño para la construcción de la impresionante estructura.

### Construcción
La construcción comenzó en el verano de 1913 y los trabajos de excavación comenzaron en julio. Después de cinco días de excavación, removiendo 16 000 m³ de suelo en 31 días, el sitio para el edificio se movió 13 m sur y la terraza adyacente al edificio se elevó en 60 cm. La piedra de Manitoba Tyndall se extrajo en Garson, Manitoba, a unos 20 km noreste de Winnipeg. Para 1914, se habían creado 1231 dibujos arquitectónicos para el proyecto. El 3 de junio de 1914, el contratista Thomas Kelly colocó la ceremonia de la piedra angular del noreste, que solían realizar los albañiles.
Sin embargo, la construcción del enorme edificio sufrió reveses y tardaría casi 7 años en completarse. Los obstáculos incluyeron la escasez de mano de obra y financiación provocada por la Primera Guerra Mundial, así como los disturbios laborales durante la Huelga General de Winnipeg. La construcción se ralentizó aún más debido a que Kelly robó muchos de los materiales para construir su propia casa a tres cuadras de distancia. Tal escándalo inspiraría una Comisión Real llamando a investigar la construcción del edificio, posteriormente provocaría la renuncia de un primer ministro Rodmond Roblin y un cambio de gobierno. Como resultado de las circunstancias anteriores en parte, el edificio no estuvo listo para su ocupación parcial hasta 1919.
El Golden Boy se instaló en noviembre de 1919. En el lado oeste de los terrenos estaban los cuarteles de Fort Osborne y el cobertizo de perforación, que no fueron demolidos hasta después de que se completó la legislatura.
Los costos finales de la construcción serían de Golden Boy 9 379 000 C$: un estado detallado emitido por el Departamento de Obras Públicas incluía 150 000 C$ para muebles y acabados; 219 551 C$ para plomería, calefacción y ventilación; 157 172 C$ para trabajos eléctricos; y 296 023 C$ para reparar trabajos defectuosos.

### Post-construcción
Los departamentos gubernamentales y el personal se trasladaron al edificio antes de su finalización formal. Entre otros, los extremos este y oeste del ala norte habían sido cerrados y ocupados por el contralor general, Game Guardian, Comisionado de malezas nocivas y el Superintendente de Edificios y Junta de Censores de Imágenes en Movimiento. En 1917 se ocuparon la mitad del sótano, 3 pisos en el ala noreste y 1 en el ala noroeste. Aunque no está completo, el interior estaría en condiciones suficientes para que la próxima sesión de la Legislatura se pudiera llevar a cabo en el edificio con una cantidad razonable de comodidad. Por lo tanto, la Asamblea tendría su primera reunión en el nuevo edificio el 22 de enero de 2019, utilizando la nueva sala hasta el 27 de marzo, después de lo cual fue finalmente decorada.
En septiembre de 1919, el edificio fue inaugurado extraoficialmente por el Príncipe de Gales durante una recepción celebrada en su honor. El 15 de julio de 1920, en el 50 aniversario de la entrada de Manitoba en la Confederación , James Aikins, entonces teniente gobernador de Manitoba, realizó las ceremonias de apertura.
Durante la Gran Depresión, una parte de los terrenos de la Legislatura se destinó a huertos. En la primavera de 1935 se dispuso un total de 82 parcelas para hombres desempleados
El 12 de mayo de 1989, Bonnie Mitchelson, Ministra de Cultura, Patrimonio y Recreación de la provincia, designó el edificio como Patrimonio Provincial de Manitoba (número 12).

### Eventos posteriores

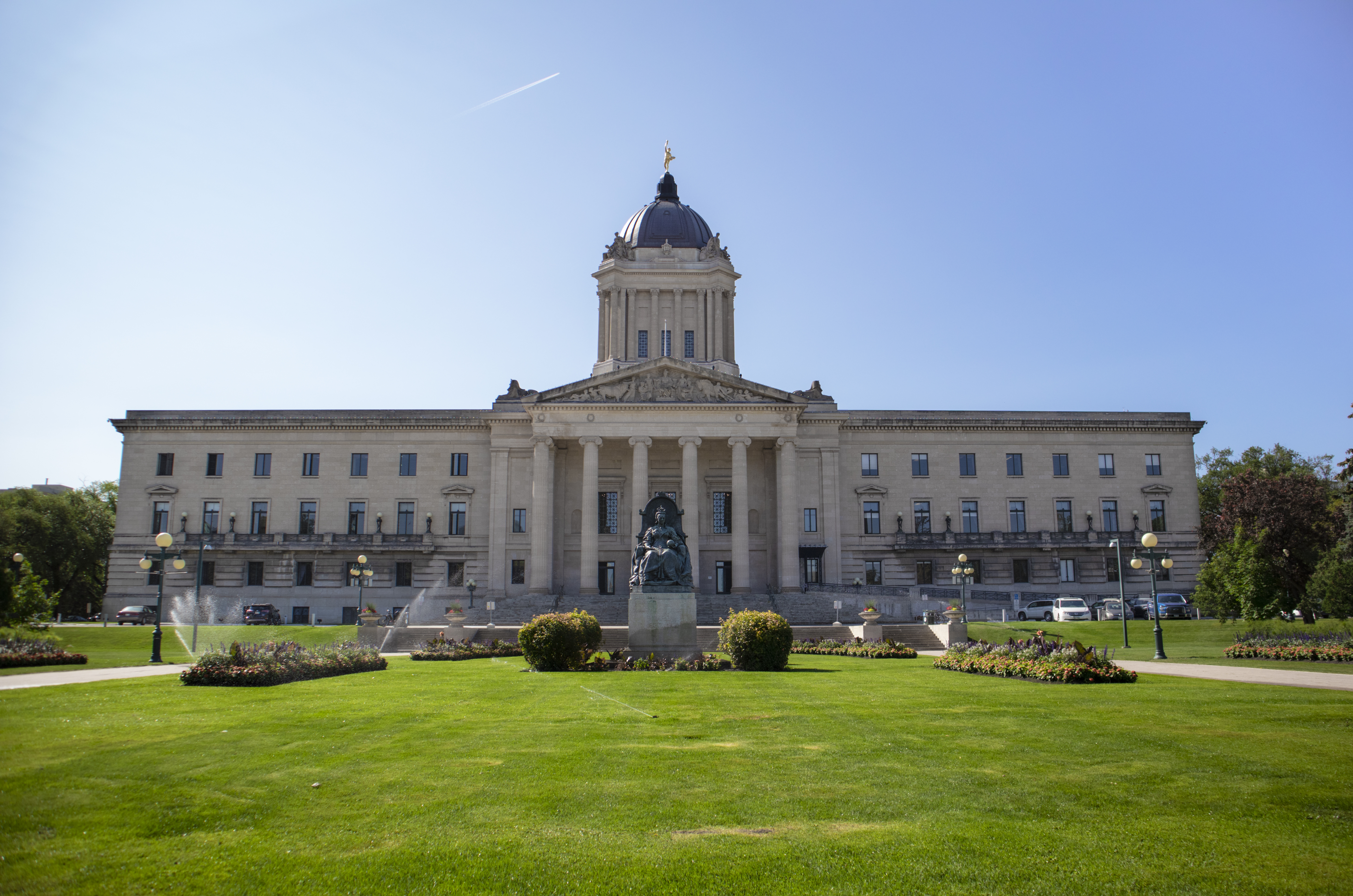
Edificio legislativo de Manitoba

Una de las muchas placas del edificio, que conmemora la entrada de Manitoba a la confederación, desapareció en octubre de 1974.
En junio de 1994 se iniciaron las obras de reparación de los escalones de las cuatro entradas del edificio. El 4 de octubre de 1995, el gobernador general Roméo LeBlanc inauguró oficialmente la Plaza Manitoba en el terreno sur del edificio, en conmemoración del 125 aniversario de la provincia.
El Edificio Legislativo se ha utilizado muchas veces como escenario para películas y producciones televisivas, incluidas The Diviners (1993) en 1990 y Capote (2005) en 2004. Además de utilizarse como biblioteca, la sala de lectura se ha utilizado para representar una sala de audiencias y un despacho de abogados. El Mensaje de Año Nuevo del Gobernador General de 2003 se grabó en la Sala de Lectura.
En el verano de 2002, la cúpula exterior del edificio recibió un nuevo revestimiento de cobre.
En 2014, el gobierno local hizo hincapié en el estado de deterioro del edificio al nivel de preocupaciones por la seguridad de la vida. Las raíces de los árboles, los insectos y las heces de los pájaros se identifican como las principales amenazas para la longevidad del edificio. Sin embargo, el costo de la reconstrucción hoy en día sería prohibitivo, debido a factores como la escasez de albañiles calificados.
Tanto los tragaluces interiores como exteriores sobre la Gran Escalera fueron reemplazados en 2012. En marzo de 2015, se abrió un salón de honor militar en el Edificio Legislativo en conmemoración de los regimientos de Manitoba que lucharon en la Primera Guerra Mundial. En 2016, se inició el trabajo en el primer baño de género neutro del edificio (segundo piso, lado oeste).
En noviembre de 2007, Manitoba se convirtió en la primera legislatura del país en instalar una rampa de accesibilidad en su entrada principal. No obstante, en mayo de 2017, Rick Hansen (CEO del Instituto Rick Hansen) criticó la accesibilidad del edificio después de que el MA Independiente Steven Fletcher le diera un recorrido oficial. En respuesta, la Cámara se hizo accesible para sillas de ruedas ese mismo verano. El suelo de la Cámara se elevó 76 cm, los escritorios de la primera fila se movieron hacia adelante para permitir el acceso de sillas de ruedas entre las dos primeras filas, y se instaló una rampa en el lado opuesto de la casa. La renovación recibió un premio Heritage Winnipeg Conservation Award en 2018.
El 22 de enero de 2020, la provincia celebró el centenario de la primera sesión de la Legislatura de Manitoba celebrada en la Cámara del Edificio Legislativo de Manitoba.

## Material y dimensiones
La piedra de Tyndall y los mármoles se utilizan en todo el edificio, y ambos incluyen fósiles como esponjas, gasterópodos (caracoles), cefalópodos (moluscos) y trilobites. El fósil más grande, que se encuentra en el pórtico este, mide 1 m de ancho y 30 cm de alto.
El peso estimado del edificio, construido con una estructura de acero, es de 24 000 t.
En todo el exterior e interior del edificio hay ejemplos de secuencia de Fibonacci, proporción áurea y geometría sagrada. Hay dos cúpulas en el edificio: la cúpula exterior; y una cúpula interior que se ve al estar de pie en la Rotonda. Un túnel que corre debajo de la avenida Broadway de Winnipeg conecta el edificio legislativo con la central eléctrica de la ciudad. Es parte de un sistema de túneles inaccesibles al público que conectan otros edificios del gobierno provincial con la central eléctrica, que suministra calor a todos estos edificios.

### Exterior
El área total del edificio es de 23 000 m², con una altura total de 74 m sobre el nivel del suelo, coronada con una estatua de bronce del dios romano Mercurio (griego: Hermes) dorada con pan de oro de 23,75 quilates.
La cúpula exterior está sostenida por cuatro vigas compuestas que pesan 97 t cada una.
Los terrenos legislativos cubren 120 000 m² de terreno ajardinado. El edificio descansa sobre 421 cajones de hormigón, que atraviesan 14 m de las arcillas glaciales del lago Agassiz antes de golpear el lecho rocoso de piedra caliza.
Los escalones exteriores se hicieron con granito Butler extraído en Ontario. Por el contrario, la mayor parte de las estatuas utiliza piedra caliza de Indiana, que es la piedra más antigua del edificio, que data de hace poco más de 2.500 millones de años.

### Interior
La superficie construida del edificio es de 24 959 m², que contiene aproximadamente 198 218 m². La planta básica del edificio forma la letra H contenida en un rectángulo de 100 x 103 m.
Los mármoles que se usaron en el edificio contienen fósiles, e incluyen mármol de Tennessee para pisos, mármol de Botticino de Italia para la Gran Escalera y mármol negro ordovícico, probablemente de Vermont, para otros fines decorativos de interiores. Según Frank Worthington Simon, el arquitecto del edificio, las maderas duras utilizadas para puertas y molduras incluían abedul para el sótano, roble para el primer y tercer piso y nogal para el segundo piso. Además, se instalaron relojes neumáticos, controlados por un reloj central, en todo el edificio, y los elementos de las luminarias eléctricas del edificio incluyen patas con garras y hendidas, cobras y cabezas de león.

## Arquitectura y diseño exterior

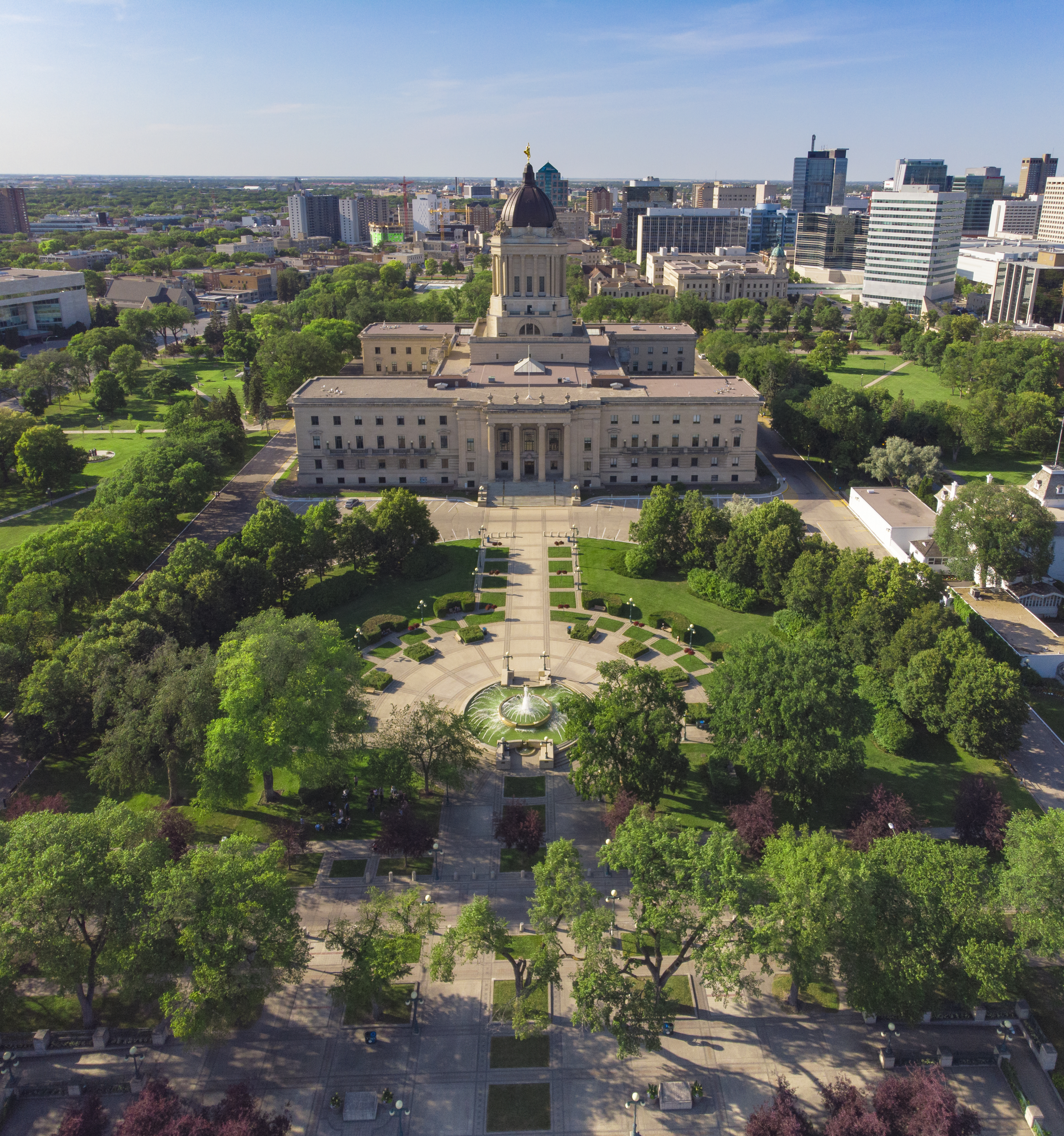
Vista aérea del edificio legislativo de Manitoba

El diseño del edificio se puede clasificar como un estilo arquitectónico neoclásico, ya sea Beaux-Arts o Neo-Griego.
En el lado norte del edificio legislativo, sobre las 6 columnas jónicas, se encuentra el frontón principal, cuyas figuras fueron diseñadas por el escultor escocés Albert Hemstock Hodge y talladas por los hermanos Piccirilli de Nueva York. Sobre el frontón principal, flanqueando ambos lados, hay dos esfinges egipcias que miran tanto al este como al oeste. Tallado en una pieza plana de piedra, justo debajo de la barbilla, en jeroglíficos egipcios, está "La manifestación eterna del dios Sol Ra, el Dios bueno que da vida".

Al describir su figura central como una representación de Manitoba, Frank Worthington Simon escribió sobre el frontón:
[En la esquina izquierda,] Enterprise llama a los trabajadores a la Tierra Prometida. [Un toro está] dirigido por Europa, lo que significa la inmigración de Europa y junto a la figura central está un grupo de padre, madre e hijo, la nueva familia en la tierra. En la esquina derecha hay dos figuras que abrazan y sujetan un cántaro, de donde sale un chorro de agua. Estos representan la confluencia de los ríos Rojo y Assiniboine que fertilizan la tierra. A continuación, un labrador con su caballo, labrando la tierra, mientras las figuras masculinas y femeninas traen los frutos del suelo de Manitoba.
En la esquina inferior izquierda del frontón está el Hombre Indolente, con una mujer medio arrodillada, el espíritu del progreso, llamando al Hombre Indolente a la nueva tierra prometida. La siguiente es la diosa Europa conduciendo un toro, que simboliza la herencia y la inmigración europeas de Canadá. A la derecha de Europa, un hombre, una mujer y un niño que simbolizan la colonización de una nueva tierra. Sentada en el centro está Lady Manitoba con los rayos del sol detrás de ella. Lady Manitoba se parece mucho a las diosas de la fertilidad Ishtar y Demeter, ambas deidades patronas de la agricultura. Al oeste está el tridente de Neptuno que simboliza el Océano Pacífico; al este hay una rueda de barco que simboliza el Océano Atlántico. Junto a Lady Manitoba hay un hombre y una mujer cargados de trigo y frutas, productos de la tierra. A continuación, aparece una figura masculina musculosa con un equipo de caballos poderosos y un arado primitivo que labra la tierra. Finalmente, en la esquina inferior derecha hay dos figuras femeninas entrelazadas que representan los ríos Rojo y Assiniboine.

### Entrada y terreno
En el exterior del edificio, en las cuatro esquinas de la base de la cúpula hay representaciones de agricultura, arte, industria y aprendizaje, diseñadas por William Birnie Rhind de Escocia y talladas por F. A. Purdy de Vermont. Las estatuas en las entradas este y oeste fueron diseñadas y talladas por los hermanos Piccirilli: el este está flanqueado por estatuas de La Verendrye y Lord Selkirk; y al oeste, con estatuas del general James Wolfe y Lord Dufferin.
Tanto en los pórticos este como en el oeste hay figuras que representan la guerra y la paz. En el lado este, con imágenes grabadas de armas de guerra, son dos figuras masculinas, uno un guerrero nativo con un águila tocado, otro un soldado romano, y en el lado oeste hay dos figuras femeninas para la paz. Cada par guarda un cofre, que se rumorea que representa el Arca de la Alianza debido a las proporciones adecuadas como se menciona en los textos hebreos antiguos.
En la parte delantera del recinto hay una estatua de la reina Victoria. En los terrenos del sur, incluida la fuente, la Plaza de Manitoba se inauguró oficialmente en conmemoración del 125 aniversario de la provincia. También en esta zona, frente al río Assiniboine, se encuentra la escultura de Louis-Riel, líder de Métis, creada por Miguel Joyal. La estatua se colocó el 12 de mayo de 1996, en el 126.º aniversario de la aprobación de la Ley de Manitoba, y reemplazó a una estatua anterior que había estado en pie durante 24 años (que ahora se encuentra en St. Boniface College). Hay 6 invernaderos en los terrenos, que cultivan 75 000 plantas de cama anualmente con 40,000 plantadas en el terreno mismo, y el resto se distribuye a otros edificios gubernamentales.

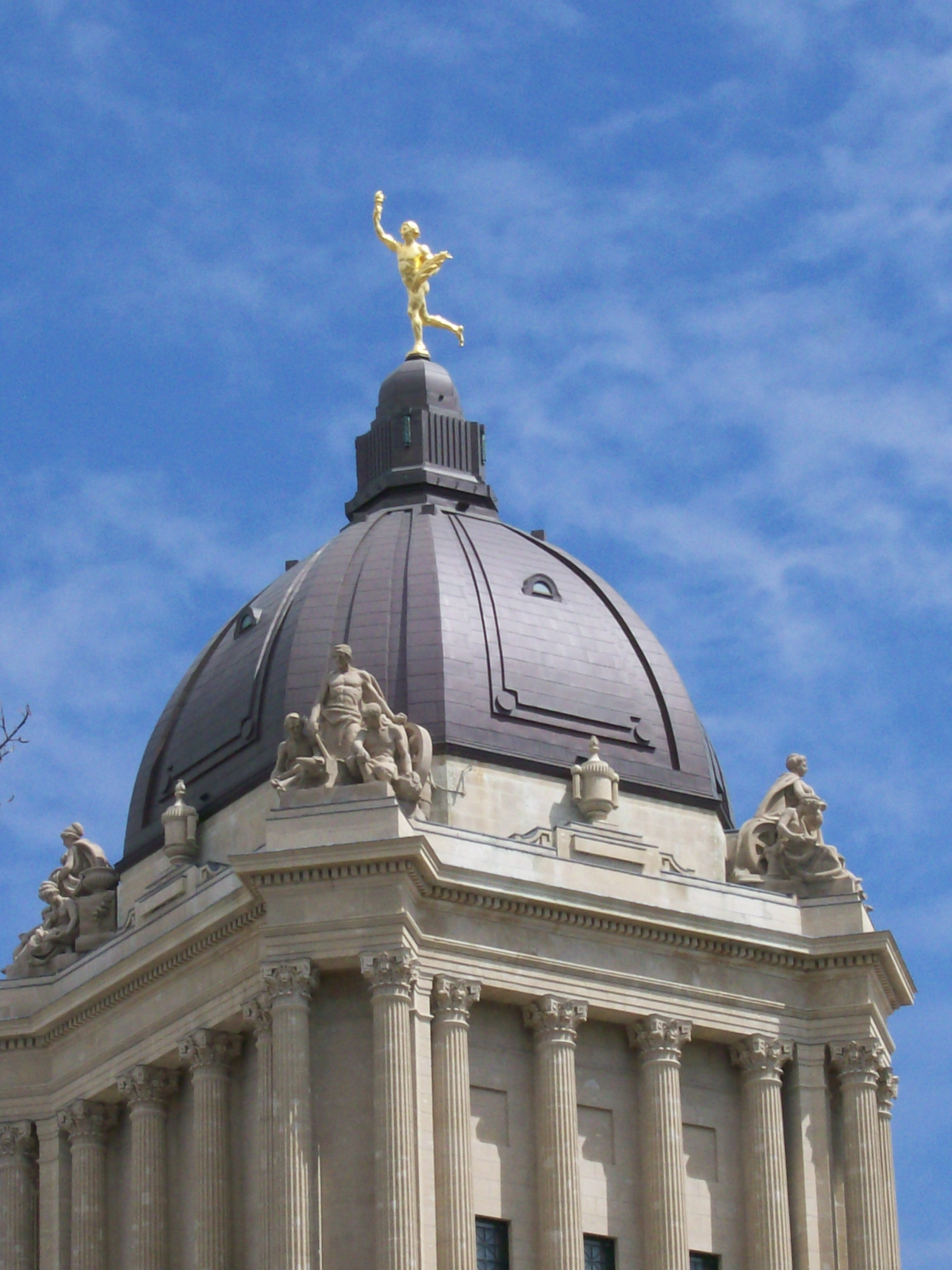
El Golden Boy o "juventud eterna"

### El Golden Boy
Cada una de las cuatro esquinas de la cúpula de cobre que sostiene al Golden Boy tiene una agrupación de piedra que representa los cuatro elementos de alquimia, tierra, aire, fuego y agua. Se identifican como Agricultura, Ciencia, Industria y Arte. La cúpula mide 68 m sobre el piso principal. La altura de la torre central sin el Golden Boy es de 74 m. La estatua se instaló por primera vez en 1919, originalmente llamada Eternal Youth, y esculpida por el artista parisino Georges Gardet. El Golden Boy se rebriló y reacondicionó por última vez en 2002 y está iluminado por focos.

## Arquitectura y diseño de interiores
El edificio tiene varios nichos vacíos donde se planearon estatuas pero nunca se instalaron. Hay varias placas en las paredes del edificio que conmemoran eventos en la historia de Manitoba.

### Entrada principal y Gran Escalera

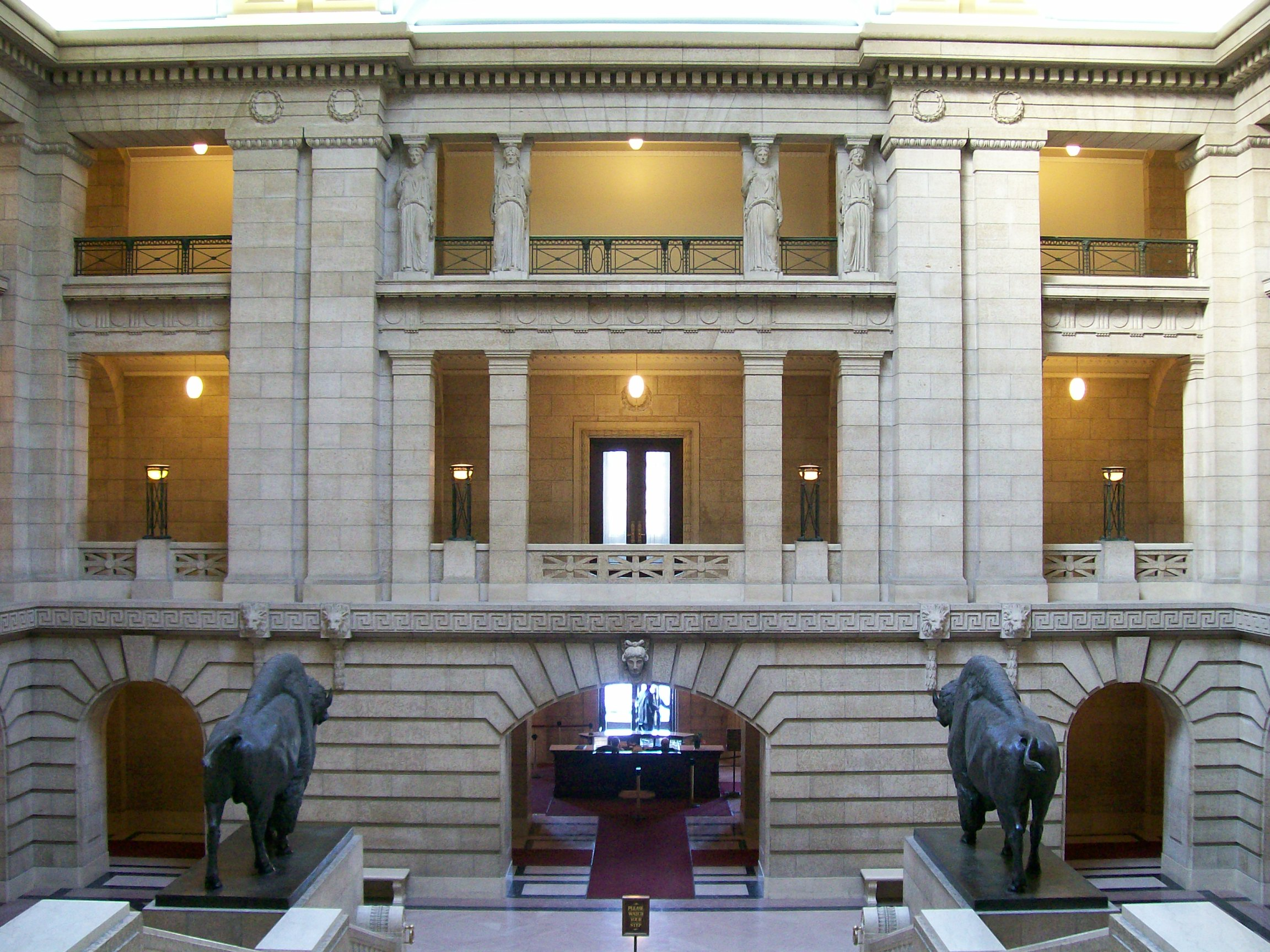
La Gran Escalera, lado norte

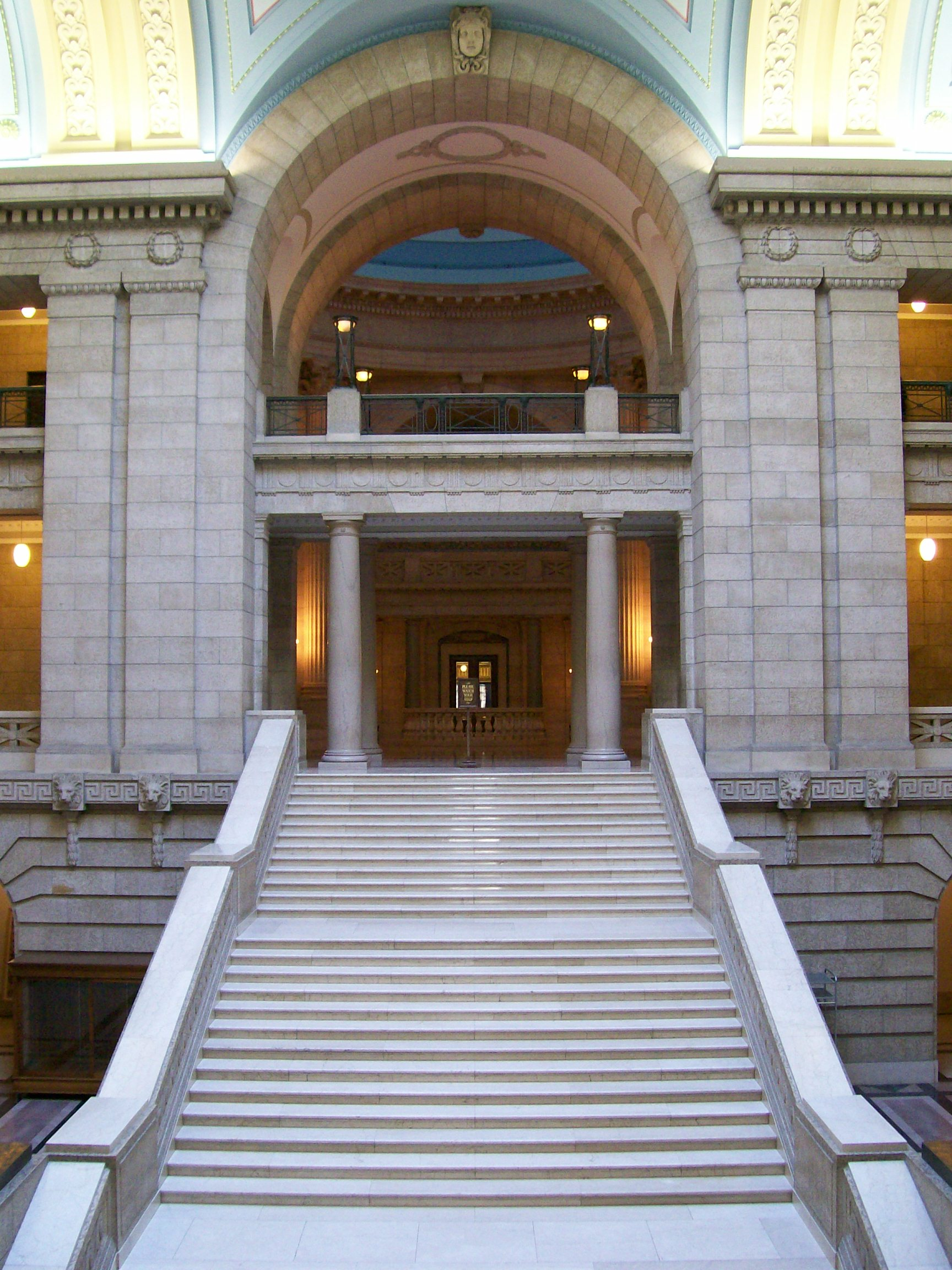
La Gran Escalera, lado sur

La entrada principal es una habitación perfectamente cuadrada que mide 20 m en cada lado, que está destinado a representar el número numerológico 666, que son todos los números sumados del uno al 36, que es el cuadrado de 6, en matemáticas, geometría y aritmética.
Dentro de la entrada principal se encuentra la Gran Escalera, que mide 6 m ancho y compuesto por tres tramos de 13 escalones cada uno. Los escalones están hechos de mármol de Botticino y mármol de Carrara veteado de marrón, según se informa, el mármol más fino del mundo.
Sobre la Gran Escalera hay dos tragaluces, una estructura interior y otra exterior. El techo está hecho de un atrio de vidrio para permitir que la luz solar natural ilumine la habitación.
Flanqueando los escalones hay bisontes norteamericanos de tamaño natural, un símbolo de la provincia de Manitoba, destinado a representar a los toros sagrados que custodian las entradas del templo. Hechos de bronce macizo y fundidos en Nueva York,  fueron modelados por Georges Gardet, creador del Golden Boy. Cada bisonte pesa 2½ t. Cuenta la leyenda que, para instalar el bisonte de forma segura sin dañar los pisos de mármol, la entrada principal se inundó y se dejó congelar. Luego, ambos bisontes fueron colocados sobre enormes bloques de hielo cortados del río Assiniboine y se deslizaron de manera segura dentro del edificio. Los bisontes son un ejemplo de íconos apotropaicos en la Gran Escalera.
Sobre la entrada sur del vestíbulo de la legislatura está la cabeza de Medusa. Sobre la entrada norte, frente a Medusa, se encuentra el busto de Atenea, diosa griega de la guerra, encarnación de la democracia y también protectora de las ciudades. Alrededor del perímetro de la habitación hay 14 cabezas de león y 8 cráneos de ganado en el borde del techo. Alrededor del balcón del segundo piso, las lámparas se elevan desde las balaustradas, cada una contiene 13 bombillas, 12 de ellas alrededor de 1, que representan a los Doce Apóstoles y Jesús.
El tercer piso que da a la Gran Escalera está sostenido por dos pares de cariátides (columnas esculpidas como figuras femeninas) con cada figura sosteniendo un pergamino y una llave. Estas figuras ubicadas en el tercer piso fueron talladas por los hermanos Piccirilli de Nueva York,  utilizando modelos preparados por Albert Hodge de Londres, Inglaterra.

### Rotonda

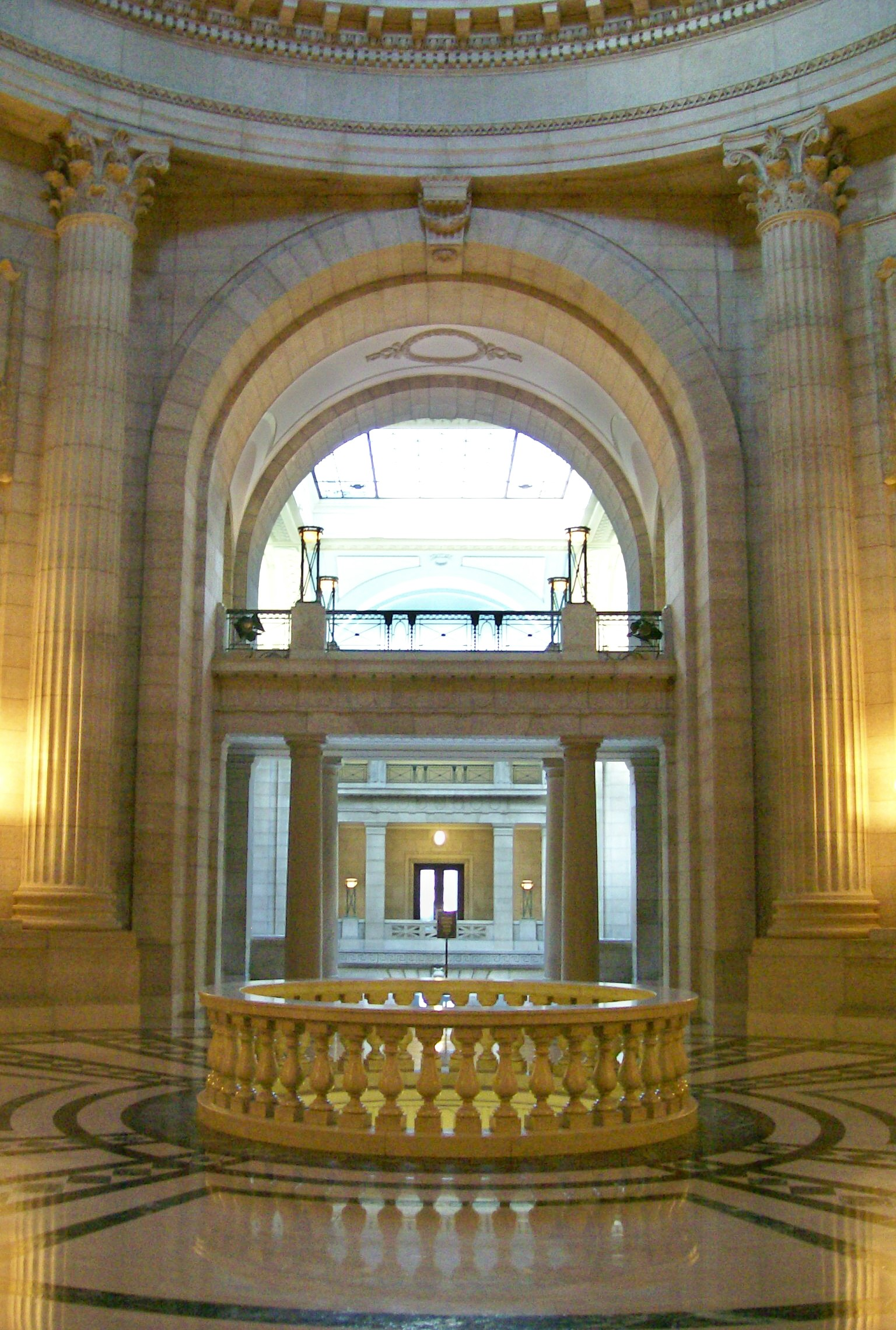
Rotonda, lado norte

La antecámara en la cabecera de la Gran Escalera proporciona un acercamiento formal a la cámara legislativa. Cuatro pares de columnas corintias se elevan desde el piso hasta la cornisa que rodea la base de la rotonda, que mide 20 m de diámetro y 26 m de altura. Dentro de la cúpula de arriba hay cuatro paneles que contienen 5 rosetas de oro.
Entre cada par de columnas hay bustos de Hermes. El piso de la rotonda de la cúpula es de mármol de Tennessee bordeado con mármol negro Vermont y verde antiguo.

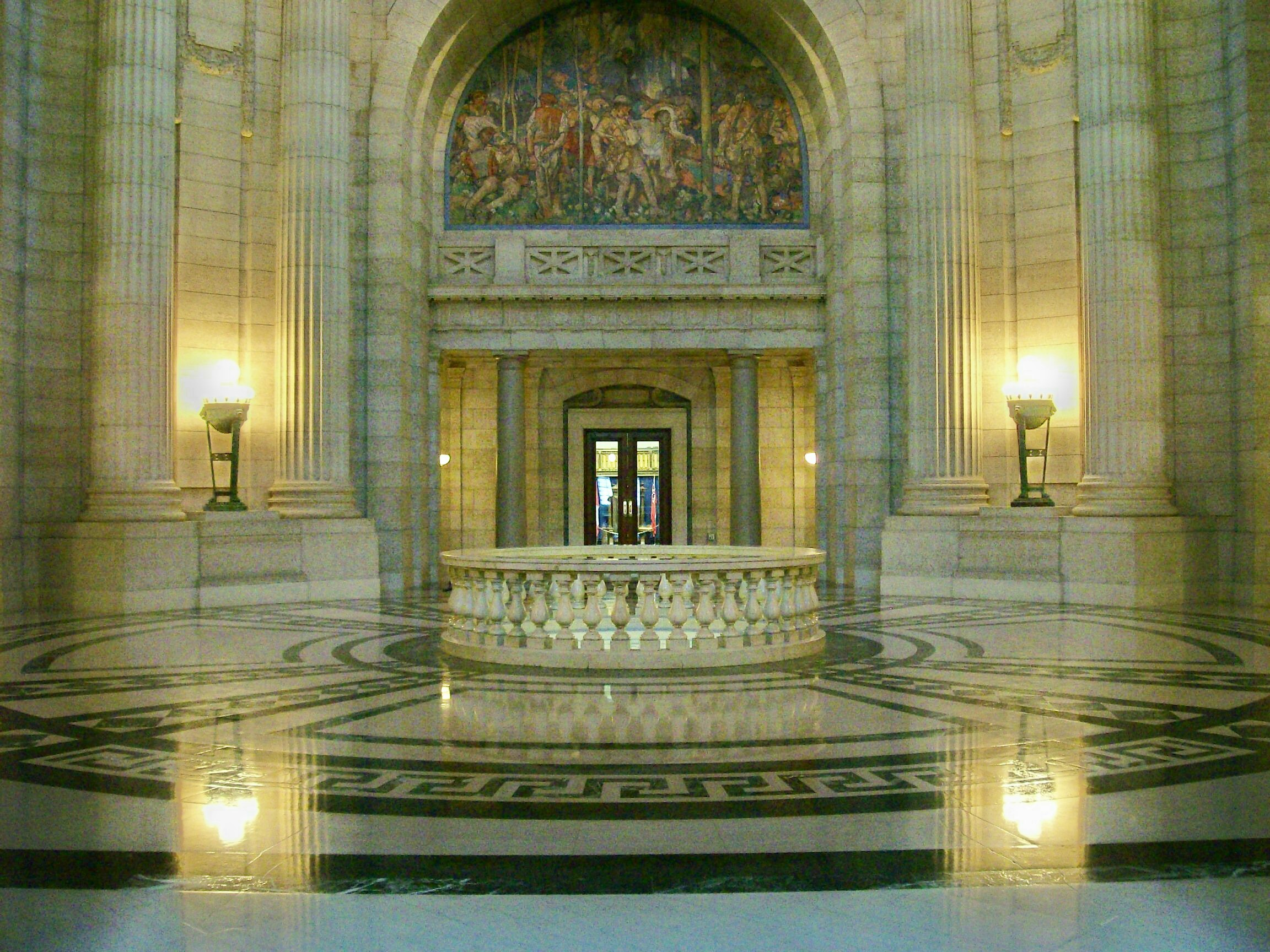
Rotonda, lado sur

En el centro de la Rotonda hay una balaustrada de mármol italiano de 4 m ancho que rodea el Estanque de la Estrella Negra en el piso del nivel inferior, una representación de los altares de los antiguos griegos. El diámetro del círculo sobre la balaustrada también es de 4 metros, y ambos se alinean con el Golden Boy por encima de estos.
Sobre la entrada a la Asamblea de Manitoba hay un mural de Frank Brangwyn que representa la Primera Guerra Mundial. En el centro de la pintura hay un hombre con harapos hechos jirones con el pecho y el brazo izquierdo expuestos, ayudado por un camarada. Sobre los hombres hay una representación tenue de La Virgen y el niño.

### Pool of the Black Star

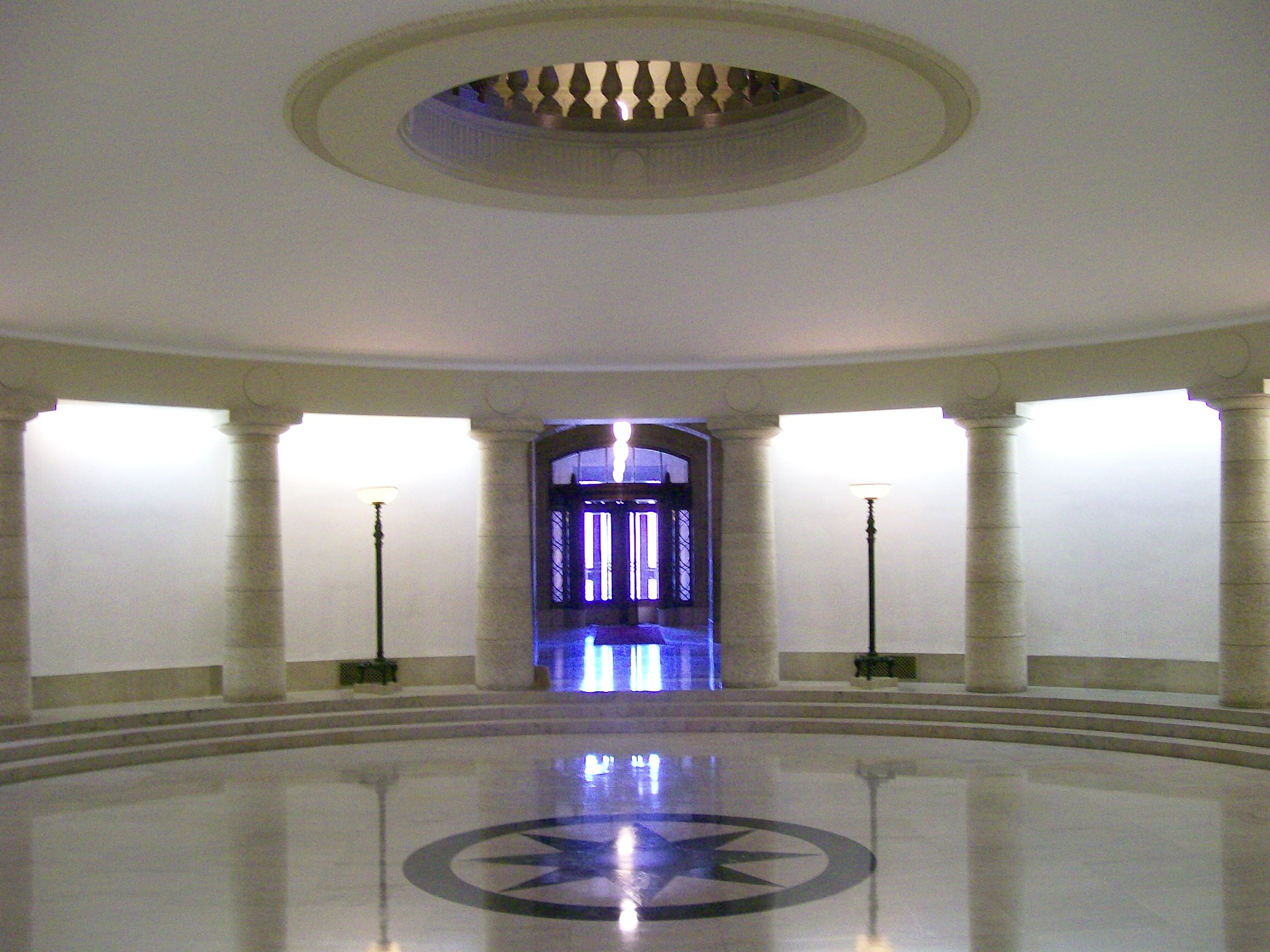
Pool of the Black Star

La Pool of the Black Star es la habitación debajo de la rotonda con cuatro entradas y marcada por 3 escalones que forman una circunferencia de la habitación. La sala es circular con un radio de 8,2 m. En el centro del piso hay una estrella de mármol negro de 8 puntas. Directamente encima, alineado con la Piscina de la Estrella Negra, se encuentra la cúpula del edificio, en la que está montado el Niño Dorado en el exterior. El diseño del edificio permite que los sonidos de todo el edificio se capten y escuchen en la sala circular, y los ecos se pueden escuchar al hablar en la sala.
Las lámparas eléctricas alrededor de la circunferencia de la Piscina de la Estrella Negra tienen criaturas marinas en la base y cabezas masculinas y femeninas justo debajo de la sombra.

### Sala de recepción del teniente gobernador
En el corredor este del Edificio Legislativo de Manitoba se encuentra la Sala de Recepción del Teniente Gobernador, utilizada por el Teniente Gobernador de la provincia en ocasiones estatales para recibir a la realeza y dignatarios extranjeros visitantes (el público en general no puede entrar). Durante tales eventos, la Real Policía Montada de Canadá revestida de escarlata se coloca a ambos lados de la puerta y los ayudantes militares ayudan al Teniente Gobernador con sus deberes oficiales.
Midiendo 7,3 m en ambas direcciones, la habitación está revestida con paneles de nogal americano negro con incrustaciones de ébano y decorada con adornos tallados a mano alrededor del techo y a lo largo de los cuatro pilares de las esquinas. Cuadros de soberanos adornan las paredes y un candelabro francés dorado cuelga del techo. El piso presenta una alfombra especialmente tejida a mano en Donegal, Irlanda. Uno frente al otro, en la pared norte y sur, hay dos espejos elaborados con marcos dorados. Directamente encima de la habitación están los dos guerreros varones (Guerra): un nativo con un tocado de plumas de águila y un romano, que custodia la representación del Arca de la Alianza.
La silla Príncipe de Gales de la sala está reservada para la realeza visitante.

### Cámara Legislativa

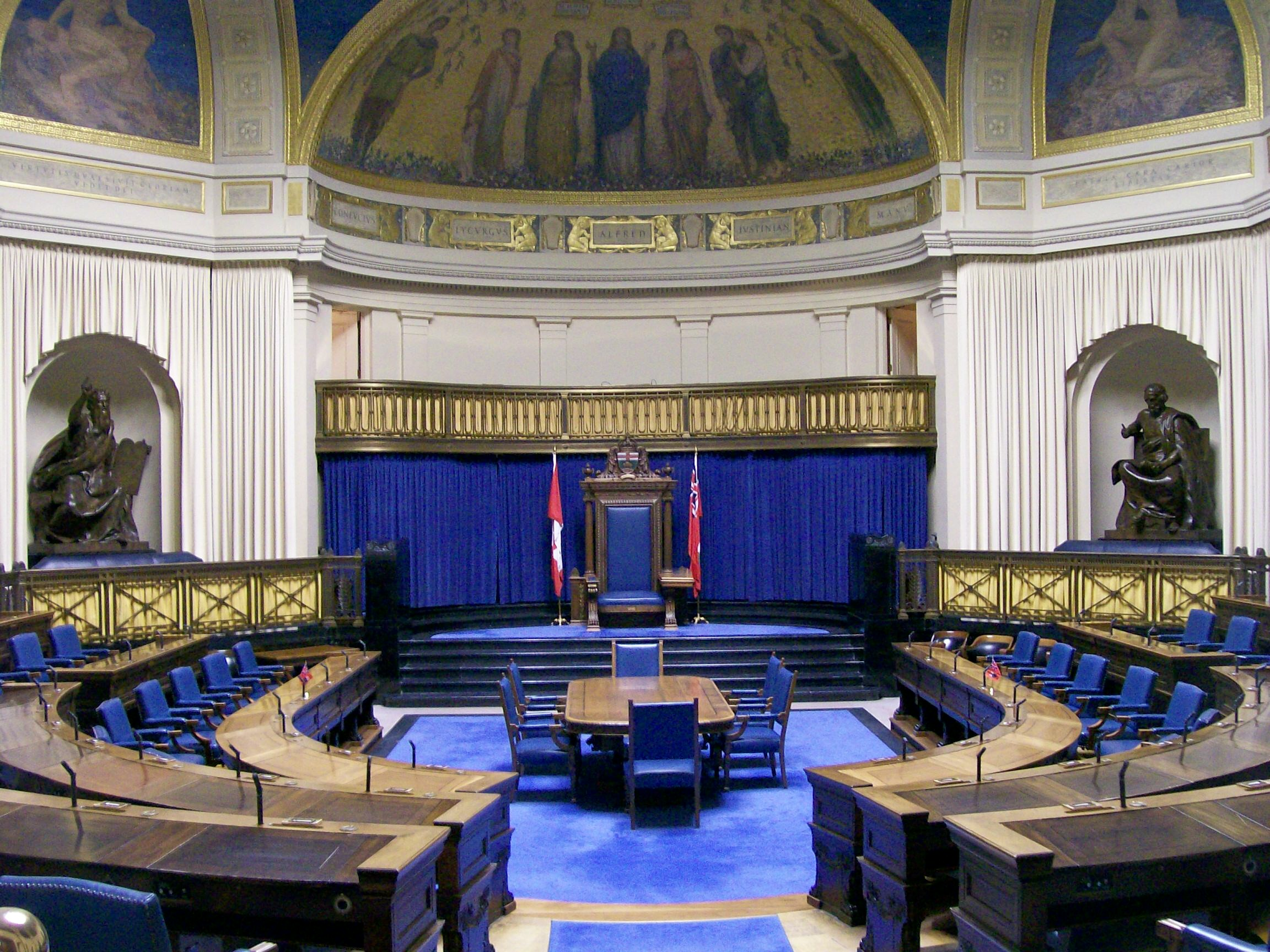
La Cámara Legislativa

La Asamblea Legislativa de Manitoba y el Vicegobernador forman la Legislatura de Manitoba, la rama legislativa del gobierno en la provincia de Manitoba. Cincuenta y siete miembros son elegidos para esta asamblea en las elecciones generales provinciales, todos en distritos electorales de un solo miembro con votación de primer paso. Originalmente, en 1870, había 24 miembros de la Asamblea Legislativa (MLA),  pero a medida que la provincia crecía en población y tamaño, se agregaron más divisiones electorales. Winnipeg fue una vez la tercera ciudad más grande de Canadá, y a menudo se la llama "Chicago del Norte". 
Las lámparas eléctricas que flanquean la entrada a la cámara tienen criaturas marinas en la base y cabezas masculinas y femeninas justo debajo de la sombra. En las puertas de la cámara hay escudos de bisontes, diseñados por Frank Worthington Simon. Aunque estaban destinados a enfrentarse entre sí, solo se hicieron los que miran hacia la izquierda, por lo que todos los bisontes miran de la misma manera. Sobre la entrada de la Cámara hay un mural del artista británico Frank Brangwyn, quien lo describió como una alegoría del esfuerzo canadiense en la Primera Guerra Mundial. Fue instalado en marzo de 1921 y fue restaurado en 2014.
Los murales del interior de la Cámara son de Augustus Vincent Tack de Nueva York. Entre las figuras representadas se encuentran Justicia, Conocimiento y Sabiduría; Tolerancia y magnanimidad; Fortaleza, prudencia y templanza; y Fe, Esperanza y Caridad; así como Misericordia y Comprensión, Coraje y Vigilancia, y Sacrificio y Lealtad.
La silla del Presidente de la Asamblea Legislativa está en la pared sur debajo de la galería de prensa de 13 asientos. A la derecha del orador hay una estatua de Moisés sosteniendo los Diez Mandamientos, a la izquierda está Solón. Cada estatua está hecha de bronce y esculpida por Georges Gardet.
La Cámara Legislativa de Manitoba es única entre las legislaturas provinciales en que los bancos de los miembros están agrupados en forma de herradura. Los escritorios y sillas originales de la Cámara están hechos de nogal con incrustaciones de ébano. Están dispuestos en tres niveles que se elevan desde un piso hundido en el centro de la Cámara. Cada escritorio tiene un micrófono conectado a un sistema de megafonía y una máquina de grabación utilizada en la publicación de Hansard, un informe literal de los debates y procedimientos en la Legislatura. Durante el período de preguntas, los traductores ofrecen traducción simultánea del francés al inglés.
La Cámara también está equipada para retransmisiones en vídeo e Internet de períodos de preguntas y eventos especiales, como discursos sobre el trono y el presupuesto. Sin embargo los tinteros originales empleados por una generación anterior de políticos de Manitoban siguen siendo visibles.

### Otras salas y pasillos
Las habitaciones del lado este tienen números impares, mientras que las del oeste tienen números pares; esto confunde regularmente a los nuevos visitantes del edificio.

#### Niveles bajos
- Sótano: Dos grandes bóvedas se encuentran en el sótano. Una copia original de la Carta Magna, aunque no se exhibió en el edificio, se almacenó allí en 2010.[3]
- El Salón de Honor (primer piso, lado este) presenta los Libros del Recuerdo, que enumeran los nombres de los canadienses que murieron durante la Guerra de los bóeres a la guerra de Corea. En el salón también se encuentran placas que conmemoran los regimientos y divisiones de Manitoban.
- La Galería Keystone (nivel inferior, lado oeste) alberga exhibiciones rotativas que exhiben y promueven el arte y el patrimonio de Manitoba. En julio de 2020, se agregó a la galería una cápsula del tiempo que contiene las contribuciones de los miembros y el personal del edificio, y se abrirá en 2120, en el 200 aniversario del edificio.

#### Segunda planta
En el segundo piso, en el lado suroeste del edificio, se encuentran los retratos de ex portavoces (de la Asamblea Legislativa y del Consejo Legislativo), que habitualmente los comisionaron al jubilarse. En el segundo piso del ala noreste hay fotografías de los premiers de Manitoba, mientras que los retratos pintados de los premiers son casas en las salas de comité en el lado sur. Los nombres de los destinatarios de la Orden de Manitoba están en el segundo piso del pasillo del lado este. La maza original de Manitoba, que estuvo en servicio durante los primeros 13 años de la historia de la Asamblea, y su reemplazo, son los símbolos de la autoridad de la Legislatura. En septiembre de 2019, las dos mazas se exhibieron permanentemente en un gabinete en el segundo piso.
- La Sala Manitoba (Sala 200; también conocida como Sala Araña) se utiliza para funciones especiales. Retratos pintados de Jorge V y la reina María, de VA Long (1915), cuelgan en ambos extremos de la habitación. En las paredes adyacentes cuelgan retratos de Isabel II y el Felipe de Edimburgo de Dennis Fildes (1962).[3]
- La Sala de Lectura de la Biblioteca Legislativa de Manitoba (Sala 260) contiene tres niveles de pilas de libros y tiene espacio para 25  000 volúmenes, con espacio adicional debajo de la Cámara. El acceso a los niveles superiores se realiza mediante dos escaleras de caracol o mediante el ascensor original de la Sala.
- La Galería Trailblazers (segundo piso, lado oeste) se inauguró el 21 de agosto de 2018 para honrar a 18 mujeres que estuvieron o están en puestos tradicionalmente ocupados por hombres o que han trabajado para forjar nuevos caminos para las mujeres en Manitoba.